# Arctanthemum
Arctanthemum es un género de plantas pertenecientes a la familia Asteraceae. Comprende unas 6 especies descritas y de estas, solo 4 aceptadas, originarias de China.

## Taxonomía
El género fue descrito por (Tzvelev) Tzvelev y publicado en  Novosti Sistematiki Vysshchikh Rastenii 22: 274. 1985.  La especie tipo es: Arctanthemum arcticum (L.) Tzvelev

## Especies aceptadas
A continuación se brinda un listado de las especies del género Arctanthemum aceptadas hasta junio de 2012, ordenadas alfabéticamente. Para cada una se indica el nombre binomial seguido del autor, abreviado según las convenciones y usos:
- Arctanthemum arcticum (L.) Tzvelev
  - Arctanthemum arcticum subsp. kurilense (Tzvelev) Tzvelev
  - Arctanthemum arcticum subsp. polare (Hultén) Tzvelev
- Arctanthemum integrifolium (Richardson) Tzvelev[4]